# Dokkachintalapalli, Chintamani
Dokkachintalapalli là một làng thuộc tehsil Chintamani, huyện Kolar, bang Karnataka, Ấn Độ.